# Parodiellina manaosensis
Parodiellina manaosensis är en svampart som först beskrevs av Henn., och fick sitt nu gällande namn av G. Arnaud 1918. Parodiellina manaosensis ingår i släktet Parodiellina och familjen Parodiopsidaceae.   Inga underarter finns listade i Catalogue of Life.